# Jan Styka
Jan Styka, né le 8 avril 1858 à Lemberg et mort le 11 avril 1925 à Rome, est un peintre polonais connu pour ses grands panoramas religieux.

## Biographie

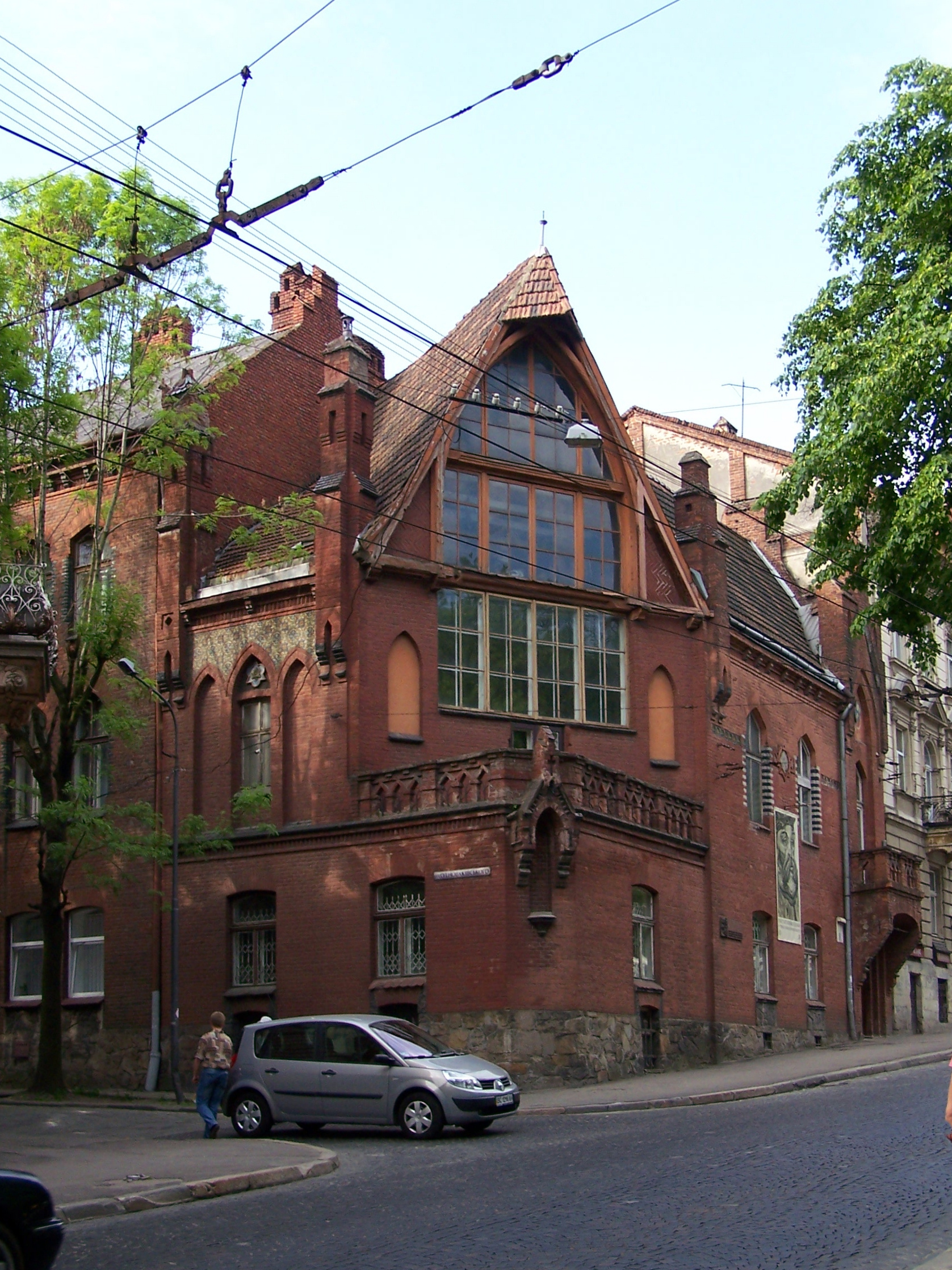
Maison de Jan Styka à Lwów.

Fils d’un officier tchèque d’Autriche-Hongrie, après avoir fréquenté l'école de sa ville natale de Lemberg, Styka a étudié à l'Académie des beaux-arts de Vienne, puis il résida quelque temps en Italie avant de s'installer en France au moment où prenaient forme les grands mouvements artistiques de Montmartre et de Montparnasse, où il a passé une grande partie de sa vie.
Élève de Jan Matejko, il expose au Salon des artistes français à partir de 1886. Cette année-là, il est admis avec La Vierge bénissant le peuple polonais.
Parmi les œuvres majeures de Styka se trouve la grande scène montrant saint Pierre prêchant l'Évangile dans les Catacombes, peinte à Paris en 1902. Parmi ses panoramas les plus connus on trouve Bem à Siedmiogrod (1897), Martyre de chrétiens dans le cirque de Néron (1897) et à la section de Wrocław du musée national de la Pologne se trouve la monumentale Bataille de Racławice peinte en collaboration en 1894.
En 1910, Jan Styka peint un portrait du pianiste et homme d'État polonais, Ignacy Paderewski, conservé au musée national de la Pologne à Poznań.
Auparavant, un peu avant la fin du XIXe siècle, Paderewski avait chargé Styka de peindre ce qui deviendrait son travail le plus connu, intitulé à l'origine Golgotha (le nom araméen pour l'emplacement de la Crucifixion), l'œuvre est maintenant connue sous le titre de La Crucifixion. Il s'agit d'un monumental panorama vertical de 60 m de long et 14 m dans la hauteur.

Avant de la réaliser La Crucifixion en 1894, Styka fit le voyage de Jérusalem pour préparer des esquisses et se rendit à Rome, où sa palette fut bénite par le pape Léon XIII. La toile fut présentée à Varsovie avec un grand succès le 22 juin 1897. Elle fut présentée dans de nombreuses villes d'Europe, avant d'être exposée en Amérique à l'Exposition universelle de 1904 de Saint-Louis.
Le tableau fut saisi quand les partenaires américains de Styka ne purent payer les taxes de douane, et pendant presque quarante ans, on la crut perdue. En 1944, la peinture fut retrouvée, enroulée autour d'un poteau téléphonique et en mauvais état, étant restée pendant des décennies dans la cave de la Chicago Civic Opera Company.
Acquis par l'homme d'affaires américain, Hubert Eaton, l'œuvre fut restaurée par le fils de Jan Styka, l'artiste Adam Styka. Elle est exposée dans le hall de la Crucifixion au Forest Lawn Memorial Park Cemetery à Glendale en Californie. La peinture a subi une restauration importante en 2005-2006 dans le cadre de la célébration du centenaire de Forest Lawn.
Mort en 1925, Jan Styka fut enterré à Rome. En 1959, Hubert Eaton s'est entendu avec la famille de Styka afin que ses restes fussent transportés aux États-Unis afin de trouver leur place dans le hall des Immortels au cimetière de Forest Lawn.
Ses fils Tadeusz Styka (pl) et Adam Styka, furent également tous les deux des peintres.

## Galerie

Œuvres de Jan Styka
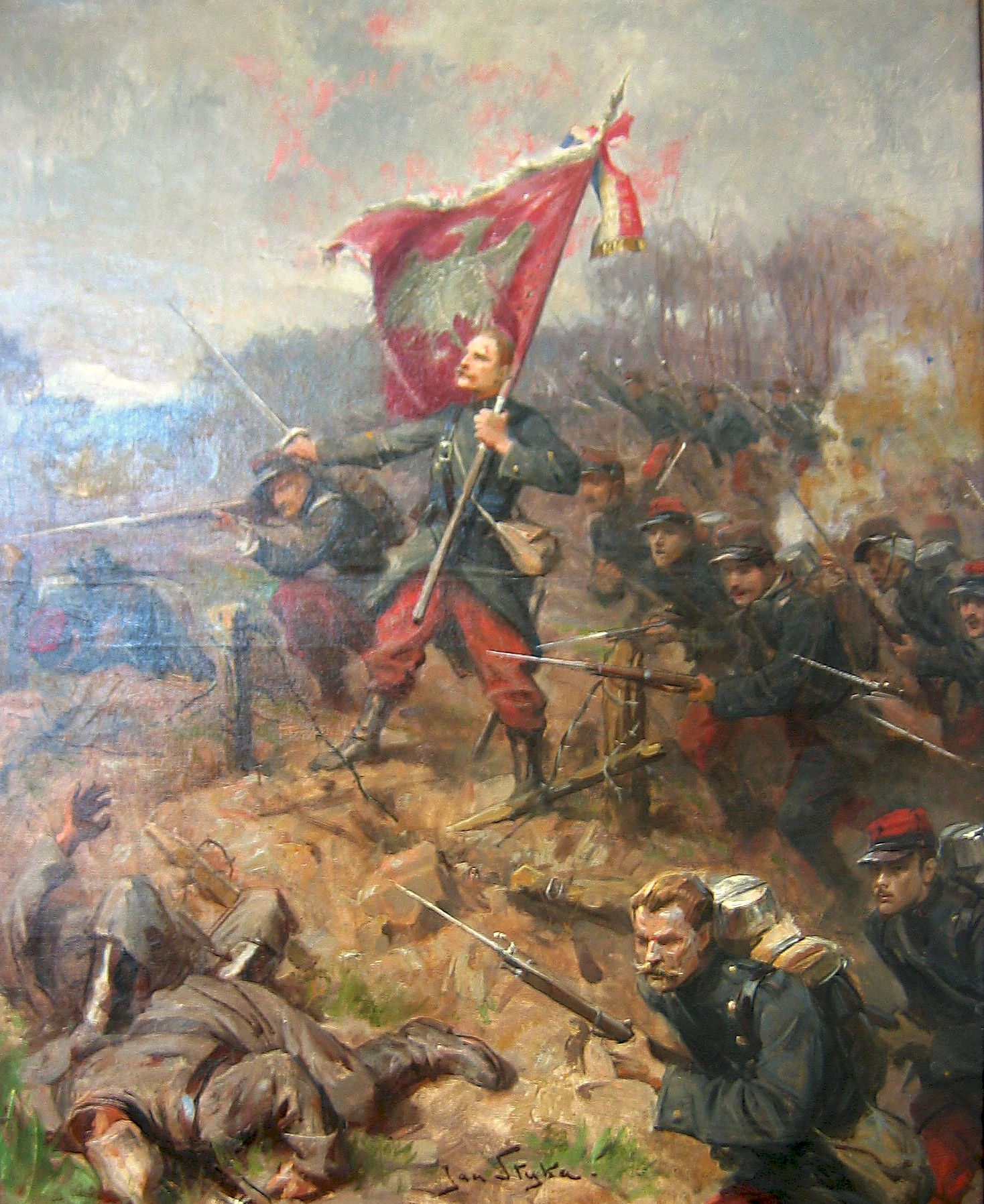
Mort de Władysław Szujski à la Bataille de Sillery, Lublin Museum (en).
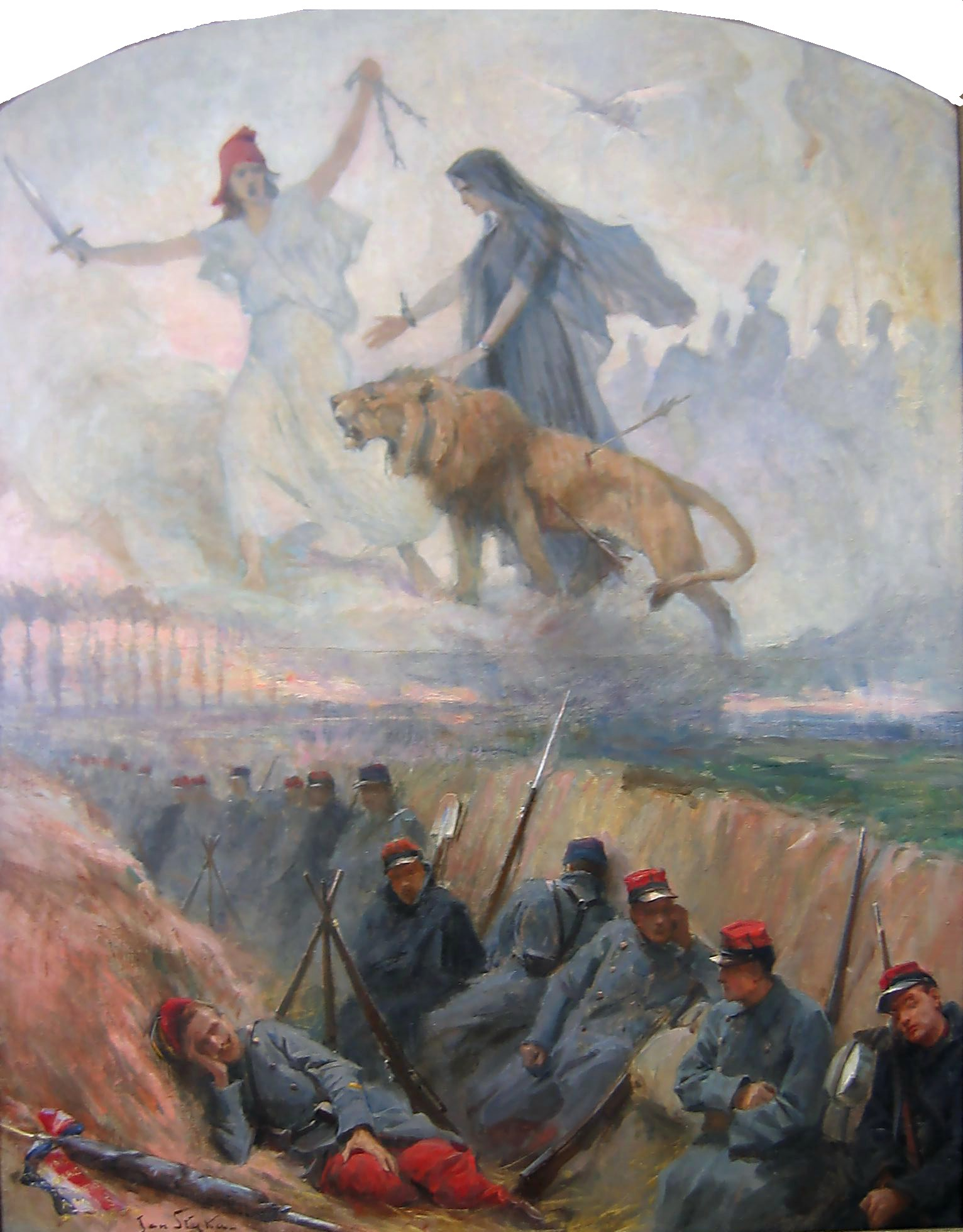
Rêve d'officiers volontaires polonais dans les tranchées françaises, Lublin Museum (en).

Œuvres non localisées attribuées à Jan Styka
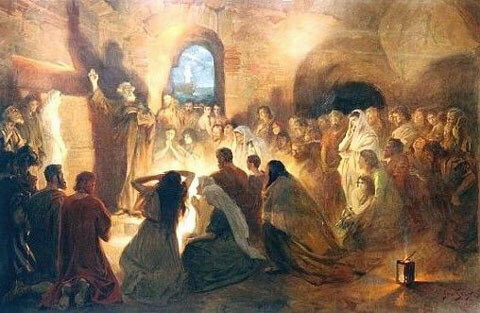
Saint-Pierre prêchant dans les catacombes.
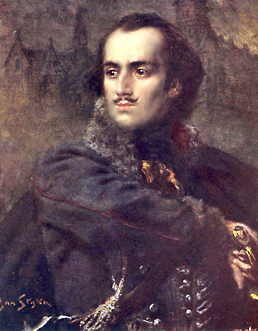
Officier polonais
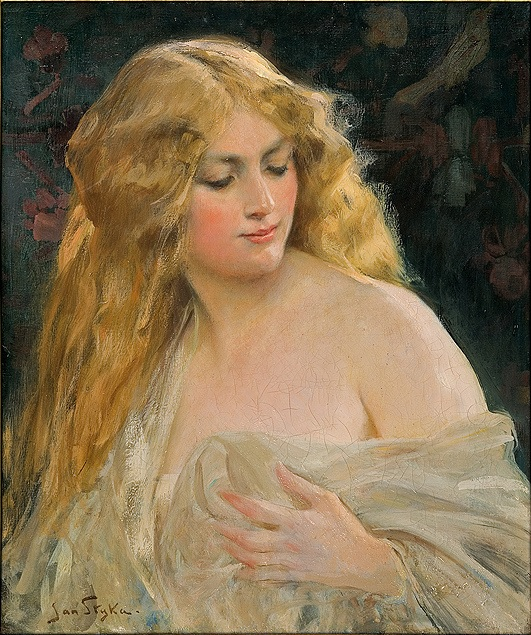
Calypso
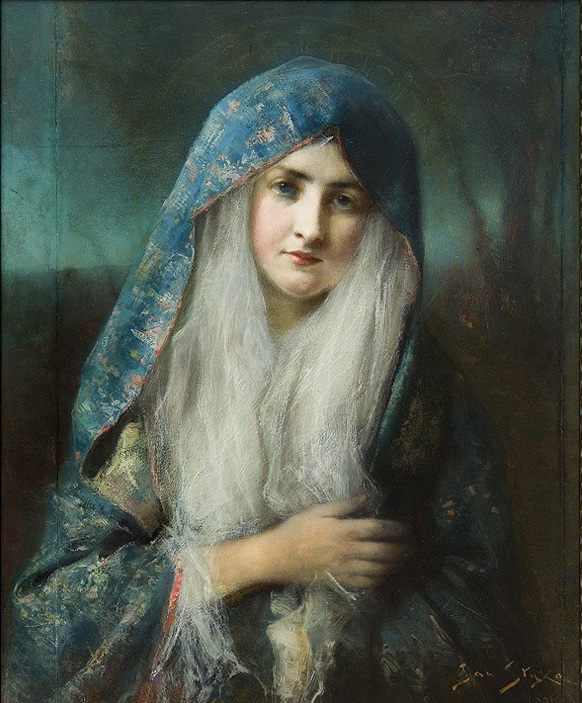
Madonne
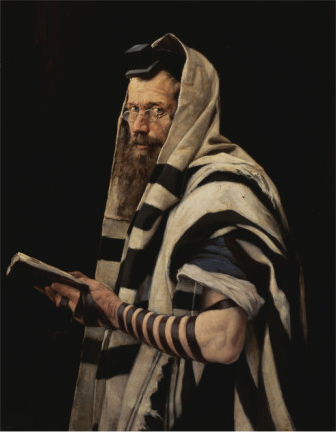
Rabbin avec Tefillin
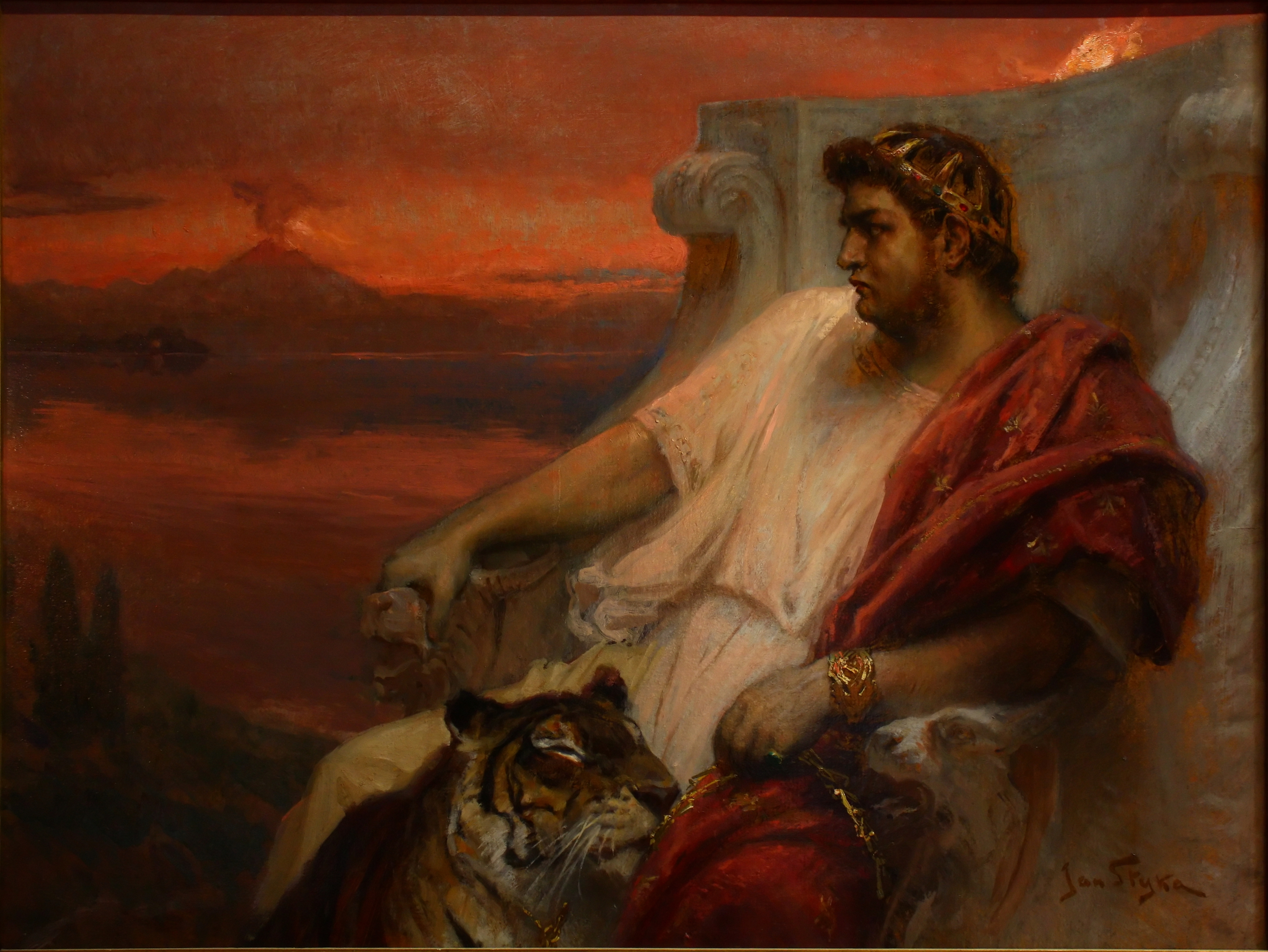
Néron à Baiae
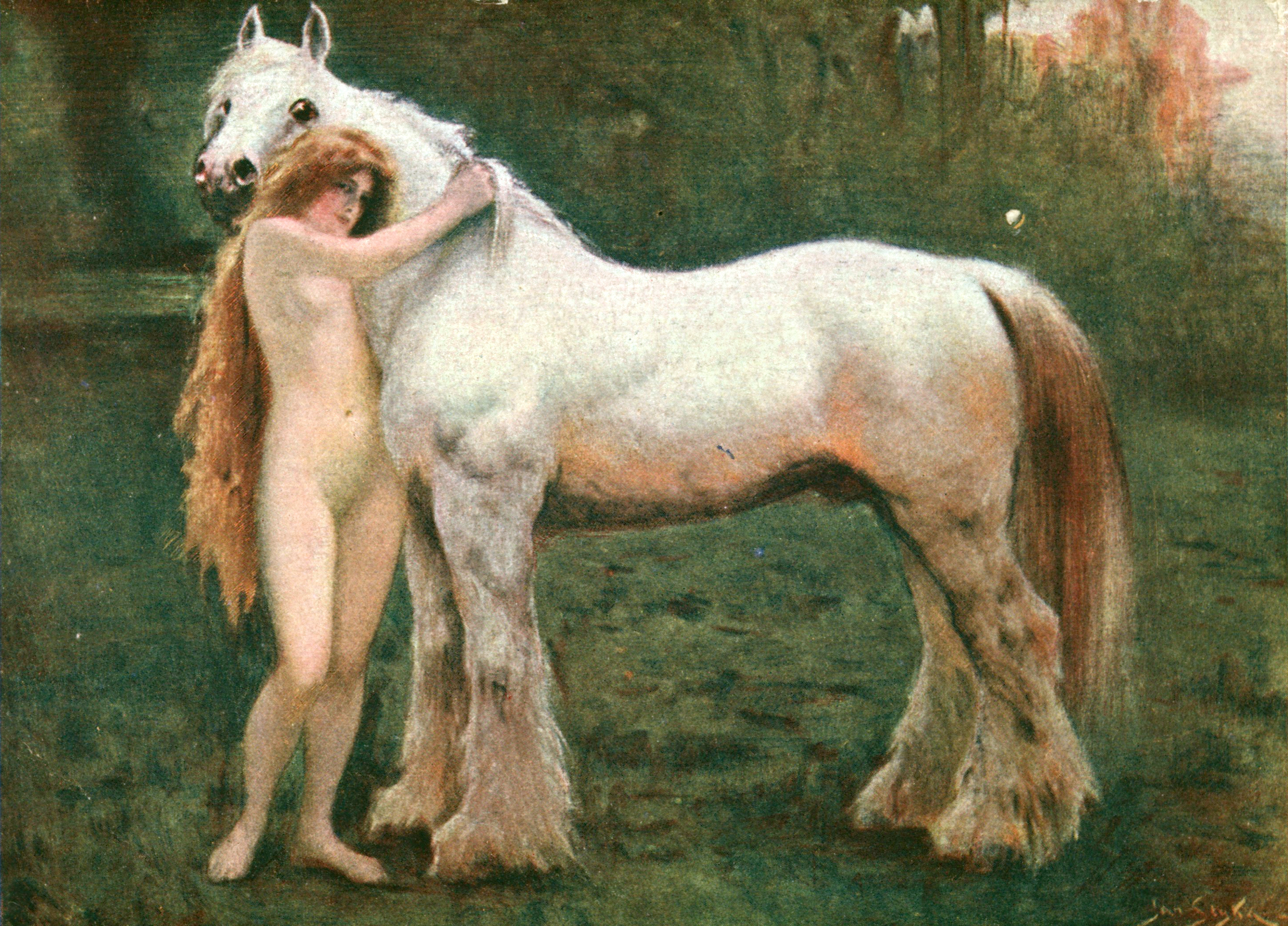
Apollon et Sophia
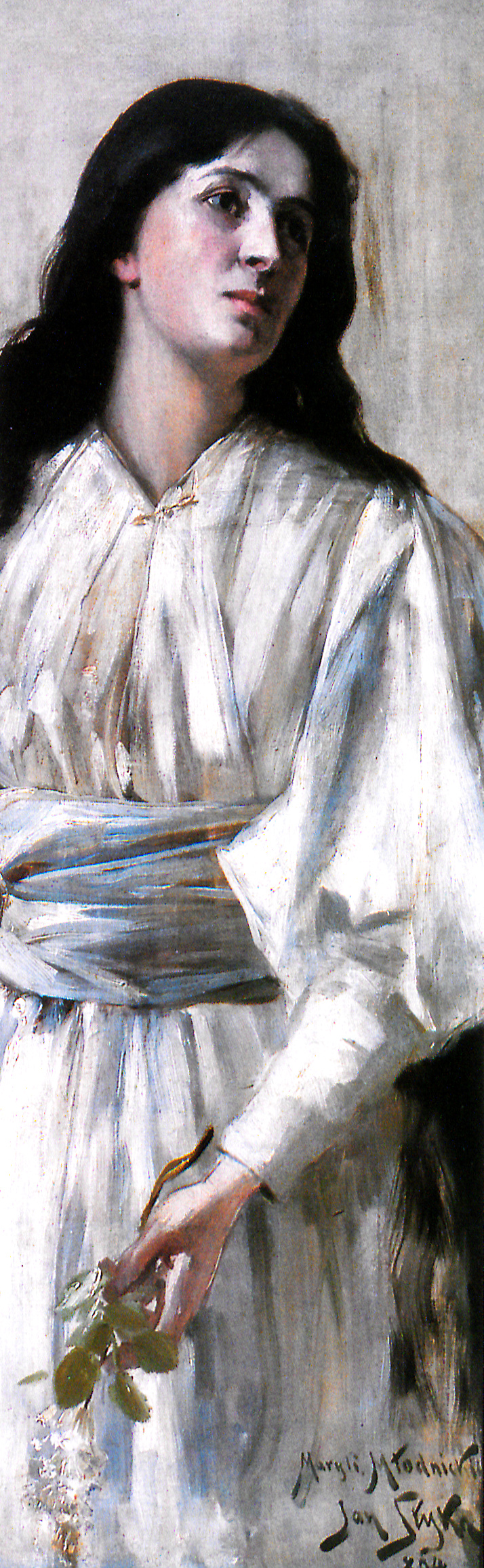
Portrait de Maryla Młodnicka-Wolska

## Sources
- (en) Cet article est partiellement ou en totalité issu de l’article de Wikipédia en anglais intitulé « Jan Styka » (voir la liste des auteurs).
- Catalogue du Salon des artistes français de 1886, p. 186.